# Lago Letas
O Lago Letas é o maior lago em Vanuatu, localizado no centro da ilha vulcânica de Gaua das Ilhas Banks no norte de Vanuatu. O local submeteu uma candidatura para ser considerado um sítio do Patrimônio Mundial da UNESCO em 2004 e foi listado como um sítio Ramsar protegido desde 2023.

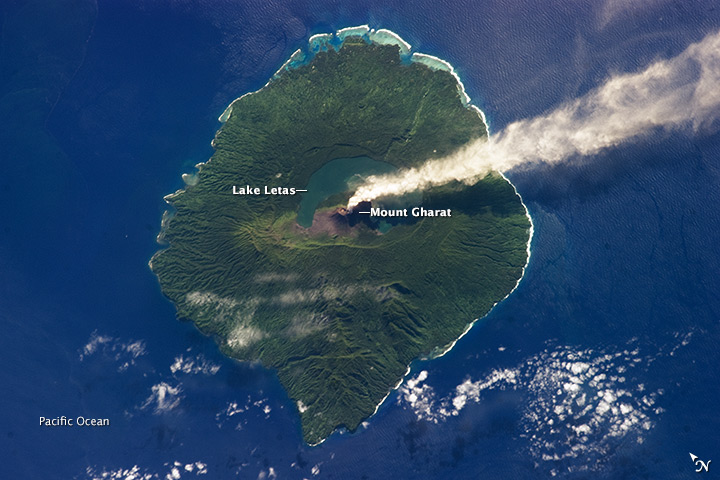
Imagem de satélite em 2013 sobre a ilha de Gaua, o Lago Letas e o Monte Gharat estão ao centro

O lago vulcânico é em forma de U, cercando o Monte Gharat em todos os lados, exceto no sudoeste. Ele tem cerca de 9 km de comprimento (de norte a sul) e cerca de 6 km de largura, com uma área de 19 km2. Está situado no centro da ilha de 20 km de diâmetro; o lago está a 418 metros acima do nível do mar e tem 119 metros de profundidade. É um lago de água doce com uma temperatura de 32 °C, onde apenas enguias e camarões conseguem sobreviver. A água do lago não é muito clara, mas tem uma cor esverdeada. A água flui constantemente para fora do lago em um transbordamento natural localizado no lado leste do lago. A água percorre cerca de 3 km a leste até a cachoeira Siri e depois mais 3 km através dos rios Namang ou Be Solomul antes de chegar ao mar.
Os moradores locais dizem que há uma canoa no topo do lago que é usada para atravessar o lago do lado leste para chegar ao Monte Gharat. A canoa às vezes está localizada na borda leste do lago (perto da área de vazão da água), ou às vezes na borda nordeste do lago (próxima ao Aeroporto de Gaua).
Uma estimativa aproximada da taxa de fluxo de água para fora do lago (durante o mês seco de agosto de 2006) foi de aproximadamente 3 metros cúbicos por segundo.
Na década de 1980, foi sugerido que o lago poderia ser usado como um recurso para geração de energia para abastecer desenvolvimentos industriais, mas mais tarde o Conselho de Turismo do Pacífico Sul sugeriu que o lago deveria ser incluído no sistema de áreas protegidas de Vanuatu. O Departamento de Planejamento Físico e Meio Ambiente está atualmente considerando o status de área protegida para o lago.

## Etimologia
O nome Letas vem da língua Mota, que os missionários usaram para nomear a maioria dos lugares dentro das Ilhas Banks. Nomes em outras línguas locais incluem Nume Le Tes, Dorig Bētās, Koro Bētäs, Olrat Lē Tas, e Lakon Ēpitäh. Todos esses termos contêm um reflexo do Proto-Torres–Banks *tasi, que significa "mar". Além disso, as formas Dorig e Koro contêm um componente inicial que pode ser reconstruído como *ᵐbei, significando "água".

## Links externos
- UNESCO World Heritage Site Application
- The Volcanoes Serial Site World Heritage Project.